# アマスィヤ県
アマスィヤ県 (アマスィヤけん、トルコ語: Amasya ili)は、トルコ中北部、黒海地方にある県。黒海地方だが内陸にある。イェシル川が流れている。北からサムスン、トカット、ヨズガト、チョルムの各県と接している。県域は5,520km²、人口は約35万人。県都はアマスィヤ。
古代のアマスィヤについてアレクサンドロス3世（大王）時代の書物が言及しており、古代ローマの地理学者ストラボンはこの地で生まれた。
オスマン時代のアマスィヤはマドラサでよく知られており、特にハルワティやスーフィの儀式の中心として知られていた。
黒海の近くにもかかわらず、アマスィヤは高度が高く、乾燥した気候である。このため夏は暑く、冬は寒い。アマスィヤは農業が盛んであり、リンゴの生育が良い。また、桃、チェリー、オクラ、タバコなども生産している

## 下位自治体
- アマスィヤ（Amasya）
- ギョイニュジェク（Göynücek）
- ギュミュシュハジュキョイ（Gümüşhacıköy）
- ハマメジュ（Hamamözü）
- メルジフォン（Merzifon）
- スルオヴァ（Suluova）
- タショヴァ（Taşova）